# HMS Sheldrake (1855)
El HMS Sheldrake fue un cañonero a vapor de la Royal Navy.

## Historia
El HMS Sheldrake, segundo de ese nombre en la marina británica, fue construido en los astilleros de W & H Pitcher, en Northfleet, Inglaterra y botado el 1 de septiembre de 1855.
Cañonero de la clase Albacore, tenía casco de madera, 32 m de eslora, 6.7 de manga, 2 m de puntal, 2.4 m de calado, 284 toneladas de desplazamiento y una tripulación de entre 30 y 40 hombres. Montaba 4 cañones.
Era impulsado por una máquina de vapor de expansión simple y acción directa, alimentada por tres calderas cilíndricas, que impulsaba una única hélice y le permitía alcanzar una velocidad de 7.5 nudos.
En diciembre de 1855 recibió su primera comisión al mando del teniente Cortland Herbert Simpson.
Para 1861 se encontraba ya afectada a la estación naval británica en el Atlántico Sur, durante los inicios de la llamada Cuestión Christie, grave conflicto que llevó a la ruptura de relaciones diplomáticas entre el Imperio de Brasil y Gran Bretaña.
Fue dado de baja y vendido en Montevideo el 30 de junio de 1865.